# Hulun Nuur
Hulun Nuur (vereenvoudigd Chinees: 呼伦湖; traditioneel Chinees: 呼倫湖; pinyin: Hūlún Hú; Mongools: hölön nuur Хөлөн нуур, letterlijk vertaald: voetmeer) of het Dalaimeer (Mongools: Dalai nuur Далай нуур, letterlijk vertaald: oceaanmeer) is een groot meer in de autonome regio Binnen-Mongolië van China. Het meer wordt gevoed door de Kerulen met een stroomgebied van meer dan 100.000 km² in Mongolië.
Het meer is een van de grootste van China en bevindt zich ten zuiden en in de omgeving van Manzhouli. Het is een endoreïsch bekken, maar in jaren met hoge regenval ontstaat er een uitstroom aan de noordelijke oever en stroomt het water 30 km verder in het bekken van de Argoen, onderdeel van het stroomgebied van de Amoer. De gecombineerde lengte van Kerulen, Argoen en Amoer bedraagt iets meer dan 5.000 km.
Het meer is visrijk en wordt intens bevist. In 1995 werd er 7.000 ton opgevist aangevuld met rivierkreeften, garnalen en oesters (met parels). Het meer kent grote oppervlakten van rietland en is een belangrijke vindplaats voor riet in China. Het meer en het omliggend drasland is een UNESCO MAB-biosfeerreservaat.
- Library of Congress Control Number: nr00006884
- Virtual International Authority File: 315527138
- WorldCat: E39PBJfgYdTtDbpmmGw4TmWdQq